# Литлтон (Колорадо)
Литлтон (енгл. Littleton) град је у америчкој савезној држави Колорадо.

## Демографија
По попису из 2010. године број становника је 41.737, што је 1.397 (3,5%) становника више него 2000. године.
| Група             | 2000.          | 2010.          |
| Белци             | 35.010 (86,8%) | 34.138 (81,8%) |
| Афроамериканци    | 466 (1,2%)     | 586 (1,4%)     |
| Азијати           | 670 (1,7%)     | 909 (2,2%)     |
| Хиспаноамериканци | 3.408 (8,4%)   | 5.187 (12,4%)  |
| Укупно            | 40.340         | 41.737         |